# オションナイ山
オションナイ山（オションナイやま）は、北海道の礼文郡礼文町にある標高166.8mの山である。山頂には一等三角点「高山」が設置されている。

## 概要
礼文島北部に位置する山で、周氷河作用を受けたなだらかな山容を持つ周氷河地形である。オションナイ山北側には礼文空港（休止中）、西側には久種湖が存在するほか、山頂は陸上自衛隊名寄駐屯地の分屯地である礼文分屯地の敷地内になっている。
オションナイを漢字表記にしたものが「大備」であり、現在の大備川を指す川の名前がそのまま山名の由来となっている。かつては「オサルシナイ」と呼ばれ、アイヌ語で「川尻に葦のある川」または「川尻に磯岩のある川」を意味するとされる。

## 登山
先述の通りオションナイ山山頂一帯は礼文分屯地として防衛省の用地となっているため、山頂へ向かう道に設置された専用電話か道の入口に設置された看板に書かれた電話番号に電話して入山の許可を得る必要がある。入山後は自衛隊の管理のもと山頂を目指す。山頂一帯は樹木の生えない草地であり、道路を外れてから短時間で山頂の三角点に到着する。晴天時には礼文岳をはじめとする礼文島の山々や、利尻山を望むことができる。